# Lill-Backviktjärnen
Lill-Backviktjärnen är en sjö i Sundsvalls kommun i Medelpad och ingår i Indalsälvens huvudavrinningsområde.